# Liste der Nummer-eins-Hits in Italien (1983)
Diese Liste der Nummer-eins-Hits basiert auf den Charts des italienischen Musikmagazins Musica e dischi im Jahr 1983. Es gab in diesem Jahr zehn Nummer-eins-Singles und acht Nummer-eins-Alben.

## Singles
| ← 1982 ← | Liste der Nummer-eins-Hits in Italien (M&D) | Liste der Nummer-eins-Hits in Italien (M&D) | Liste der Nummer-eins-Hits in Italien (M&D)                              | 1984 → |
| \| Zeitraum \| Wo. ges. \| Interpret \| Titel Autor(en) \| Zusätzliche Informationen \| \| (Zeitraum, Wochen auf Platz eins, Interpret, Titel, Autor[en], zusätzliche Informationen) \| \| \| \| \| \| ----------------------------------------------------------------------------------------- \| -------- \| ---------------- \| ------------------------------------------------------------------------ \| ---------------------------------------------------------------------------------------------------------------------------------------------------------------------------------------------------------------------------------------------------------------------------------------------------------- \| \| 1.–3. Woche 3 Wochen (insgesamt 4) \| 4 \| F. R. David \| Words Robert Fitoussi \| Dem französischen Musiker gelang ein europaweiter Hit. \| \| 4. Woche 1 Woche (insgesamt 3) \| 3 \| Corrado \| Carletto Corima, Romano Bertola, Stefano Jurgens \| TV-Moderator Corrado Mantoni nahm das Kinderlied zusammen mit dem dreijährigen Simone Jurgens, dem Sohn von Koautor Stefano, auf und präsentierte es erstmals bei der dritten Staffel der Fernsehshow Fantastico auf Rai 1. Das Autorenpseudonym Corima steht für die Brüder Corrado und Riccardo Mantoni. \| \| 5. Woche 1 Woche (insgesamt 4) \| 4 \| F. R. David \| Words Robert Fitoussi \| – \| \| 6.–7. Woche 2 Wochen (insgesamt 3) \| 3 \| Corrado \| Carletto Corima, Romano Bertola, Stefano Jurgens \| – \| \| 8.–19. Woche 12 Wochen \| 12 \| Matia Bazar \| Vacanze romane Giancarlo Golzi, Carlo Marrale \| Das Lied erreichte beim Sanremo-Festival 1983 den vierten Platz und konnte sich den Kritikerpreis sichern.[1] \| \| 20.–24. Woche 5 Wochen \| 5 \| Michael Jackson \| Billie Jean Michael Jackson \| – \| \| 25. Woche 1 Woche \| 1 \| Culture Club \| Do You Really Want to Hurt Me Boy George, Roy Hay, Mikey Craig, Jon Moss \| – \| \| 26. Woche 1 Woche \| 1 \| Robin Gibb \| Juliet Robin Gibb, Maurice Gibb \| – \| \| 27.–30. Woche 4 Wochen (insgesamt 10) \| 10 \| M. & J. Righeira \| Vamos a la playa Stefano Righi, Carmelo La Bionda \| – \| \| 31. Woche 1 Woche \| 1 \| Gazebo \| I Like Chopin Gazebo, Pierluigi Giombini \| – \| \| 32.–37. Woche 6 Wochen (insgesamt 10) \| 10 \| M. & R. Righeira \| Vamos a la playa Stefano Righi, Carmelo La Bionda \| – \| \| 38.–40. Woche 3 Wochen \| 3 \| Mike Oldfield \| Moonlight Shadow Mike Oldfield \| Das zusammen mit Maggie Reilly gesungene Lied war ein europaweiter Erfolg. \| \| 41. Woche 1983 – 1. Woche 1984 13 Wochen \| 13 \| Irene Cara \| Flashdance … What a Feeling Irene Cara, Keith Forsey, Giorgio Moroder \| Das Lied aus dem Soundtrack des Films Flashdance erreichte weltweit Spitzenpositionen in den Charts und wurde sowohl mit einem Oscar als auch mit einem Grammy ausgezeichnet. \| |                                             |                                             |                                                                          | |
| ← 1982 |                                             |                                             |                                                                          | → 1984 → |
| Zeitraum | Wo. ges.                                    | Interpret                                   | Titel Autor(en)                                                          | Zusätzliche Informationen |
| (Zeitraum, Wochen auf Platz eins, Interpret, Titel, Autor[en], zusätzliche Informationen) |                                             |                                             |                                                                          | |
| 1.–3. Woche 3 Wochen (insgesamt 4) | 4                                           | F. R. David                                 | Words Robert Fitoussi                                                    | Dem französischen Musiker gelang ein europaweiter Hit. |
| 4. Woche 1 Woche (insgesamt 3) | 3                                           | Corrado                                     | Carletto Corima, Romano Bertola, Stefano Jurgens                         | TV-Moderator Corrado Mantoni nahm das Kinderlied zusammen mit dem dreijährigen Simone Jurgens, dem Sohn von Koautor Stefano, auf und präsentierte es erstmals bei der dritten Staffel der Fernsehshow Fantastico auf Rai 1. Das Autorenpseudonym Corima steht für die Brüder Corrado und Riccardo Mantoni. |
| 5. Woche 1 Woche (insgesamt 4) | 4                                           | F. R. David                                 | Words Robert Fitoussi                                                    | – |
| 6.–7. Woche 2 Wochen (insgesamt 3) | 3                                           | Corrado                                     | Carletto Corima, Romano Bertola, Stefano Jurgens                         | – |
| 8.–19. Woche 12 Wochen | 12                                          | Matia Bazar                                 | Vacanze romane Giancarlo Golzi, Carlo Marrale                            | Das Lied erreichte beim Sanremo-Festival 1983 den vierten Platz und konnte sich den Kritikerpreis sichern. |
| 20.–24. Woche 5 Wochen | 5                                           | Michael Jackson                             | Billie Jean Michael Jackson                                              | – |
| 25. Woche 1 Woche | 1                                           | Culture Club                                | Do You Really Want to Hurt Me Boy George, Roy Hay, Mikey Craig, Jon Moss | – |
| 26. Woche 1 Woche | 1                                           | Robin Gibb                                  | Juliet Robin Gibb, Maurice Gibb                                          | – |
| 27.–30. Woche 4 Wochen (insgesamt 10) | 10                                          | M. & J. Righeira                            | Vamos a la playa Stefano Righi, Carmelo La Bionda                        | – |
| 31. Woche 1 Woche | 1                                           | Gazebo                                      | I Like Chopin Gazebo, Pierluigi Giombini                                 | – |
| 32.–37. Woche 6 Wochen (insgesamt 10) | 10                                          | M. & R. Righeira                            | Vamos a la playa Stefano Righi, Carmelo La Bionda                        | – |
| 38.–40. Woche 3 Wochen | 3                                           | Mike Oldfield                               | Moonlight Shadow Mike Oldfield                                           | Das zusammen mit Maggie Reilly gesungene Lied war ein europaweiter Erfolg. |
| 41. Woche 1983 – 1. Woche 1984 13 Wochen | 13                                          | Irene Cara                                  | Flashdance … What a Feeling Irene Cara, Keith Forsey, Giorgio Moroder    | Das Lied aus dem Soundtrack des Films Flashdance erreichte weltweit Spitzenpositionen in den Charts und wurde sowohl mit einem Oscar als auch mit einem Grammy ausgezeichnet. |

## Alben
| ← 1982 ← | Liste der Nummer-eins-Alben in Italien (M&D) | Liste der Nummer-eins-Alben in Italien (M&D) | Liste der Nummer-eins-Alben in Italien (M&D) | 1984 → |
| \| Zeitraum \| Wo. ges. \| Interpret \| Titel \| Zusätzliche Informationen \| \| (Zeitraum, Wochen auf Platz eins, Interpret, Titel, zusätzliche Informationen) \| \| \| \| \| \| ------------------------------------------------------------------------------ \| -------- \| --------------- \| -------------------------- \| -------------------------------------------------------------------------------------------------------------------------- \| \| 50. Woche 1982 – 6. Woche 1983 9 Wochen \| 9 \| Franco Battiato \| L’arca di Noè \| – \| \| 7.–8. Woche 2 Wochen \| 2 \| John Lennon \| The John Lennon Collection \| Die erste postum erschienene Kompilation des 1980 ermordeten ex-Beatles schaffte auch in Italien den Sprung an die Spitze. \| \| 9.–15. Woche 7 Wochen \| 7 \| Various Artists \| Tutto Sanremo ’83 \| Die Ricordi-Kompilation zum diesjährigen Sanremo-Festival. \| \| 16.–20. Woche 5 Wochen \| 5 \| Pink Floyd \| The Final Cut \| – \| \| 21.–28. Woche 8 Wochen \| 8 \| Lucio Dalla \| 1983 \| – \| \| 29.–31. Woche 3 Wochen \| 3 \| The Police \| Synchronicity \| – \| \| 32.–40. Woche 9 Wochen \| 9 \| Various Artists \| Mixage \| Ein Sampler des Labels Baby. \| \| 41.–52. Woche 12 Wochen \| 12 \| Various Artists \| Flashdance \| Der Soundtrack zum gleichnamigen Film war ein Welterfolg. \| |                                              |                                              |                                              | |
| ← 1982 |                                              |                                              |                                              | → 1984 → |
| Zeitraum | Wo. ges.                                     | Interpret                                    | Titel                                        | Zusätzliche Informationen                                                                                                  |
| (Zeitraum, Wochen auf Platz eins, Interpret, Titel, zusätzliche Informationen) |                                              |                                              |                                              | |
| 50. Woche 1982 – 6. Woche 1983 9 Wochen | 9                                            | Franco Battiato                              | L’arca di Noè                                | – |
| 7.–8. Woche 2 Wochen | 2                                            | John Lennon                                  | The John Lennon Collection                   | Die erste postum erschienene Kompilation des 1980 ermordeten ex-Beatles schaffte auch in Italien den Sprung an die Spitze. |
| 9.–15. Woche 7 Wochen | 7                                            | Various Artists                              | Tutto Sanremo ’83                            | Die Ricordi-Kompilation zum diesjährigen Sanremo-Festival.                                                                 |
| 16.–20. Woche 5 Wochen | 5                                            | Pink Floyd                                   | The Final Cut                                | – |
| 21.–28. Woche 8 Wochen | 8                                            | Lucio Dalla                                  | 1983                                         | – |
| 29.–31. Woche 3 Wochen | 3                                            | The Police                                   | Synchronicity                                | – |
| 32.–40. Woche 9 Wochen | 9                                            | Various Artists                              | Mixage                                       | Ein Sampler des Labels Baby.                                                                                               |
| 41.–52. Woche 12 Wochen | 12                                           | Various Artists                              | Flashdance                                   | Der Soundtrack zum gleichnamigen Film war ein Welterfolg.                                                                  |

## Belege
1. ↑  Vacanze romane. HitParadeItalia, abgerufen am 25. Juni 2015 (italienisch).

Siehe auch: Nummer-eins-Hits 1983 in  Australien, Belgien, Deutschland, Finnland, Frankreich, Irland, Japan, Kanada, Neuseeland, den Niederlanden, Norwegen, Österreich, Schweden, der Schweiz, Spanien, den Vereinigten Staaten und im Vereinigten Königreich.